# Antoine Bethea
Pour les articles homonymes, voir Bethea.
(en) Statistiques sur pro-football-reference
Antoine Akeem Bethea, né le 27 juillet 1984 à Savannah, est un joueur américain de football américain.
Depuis 2014, ce safety joue pour les 49ers de San Francisco en National Football League (NFL). Il a également joué avec les Colts d'Indianapolis (2006–2013).